# Селище Жовтневе (Львів)
Селище Жовтневе — селище садибної забудови (нинішній житловий масив Левандівка) у Львові. Побудоване наприкінці 1950-х — на початку 1960-х років. Архітектори: М. Вендзилович, Л. Тимченко, Г. Шведський-Вінецький.

## Архітектура
Генплан будівництва селища Жовтневого розроблений у 1958 році. Для забудови району використані кращі конкурсні проєкти одноповерхових з мансардами і двоповерхових блокових будинків на дві квартири. Будинки мали плоскі дахи, кутові закруглені балкони, поєднання в узгодженні балконів масиву цегляної кладки та металевих решіток.
Прототипом для стилізації стали архітектурні форми «буржуазної Польщі». Але це було розкритиковано та засуджено мистецтвознавцями М. Цапенком і М. Іванченком.

## Розташування
- Північна межа — вул. Кузнярівка;
- Південна межа — вул. Левандівська;
- Західна межа — Левандівський парк;
- Східна межа — Левандівське озеро.

## Транспорт
Поблизу колишнього селища курсує тролейбусний маршрут № 32.

## Галерея

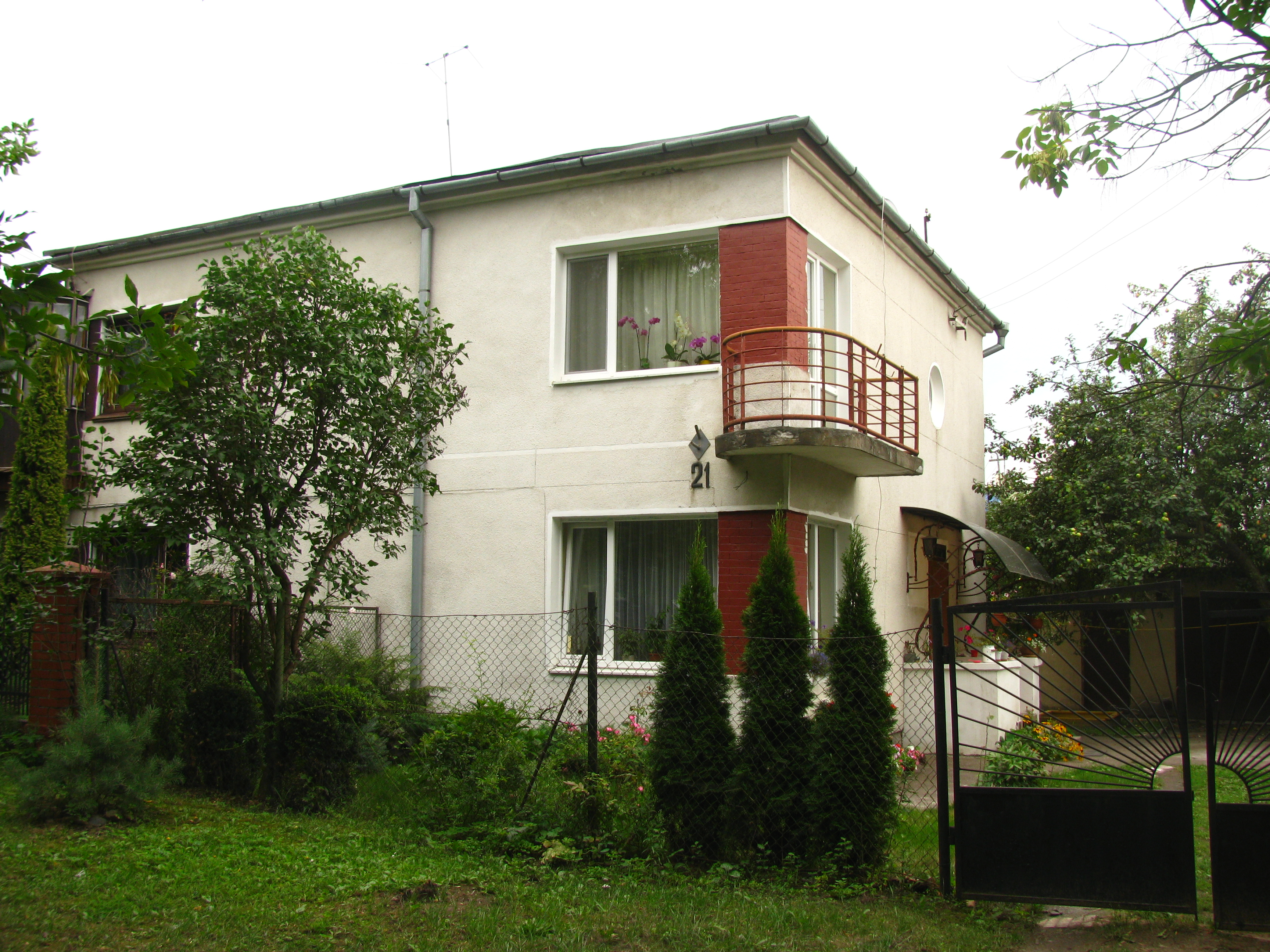
вул. Повітряна, 21 (2012)
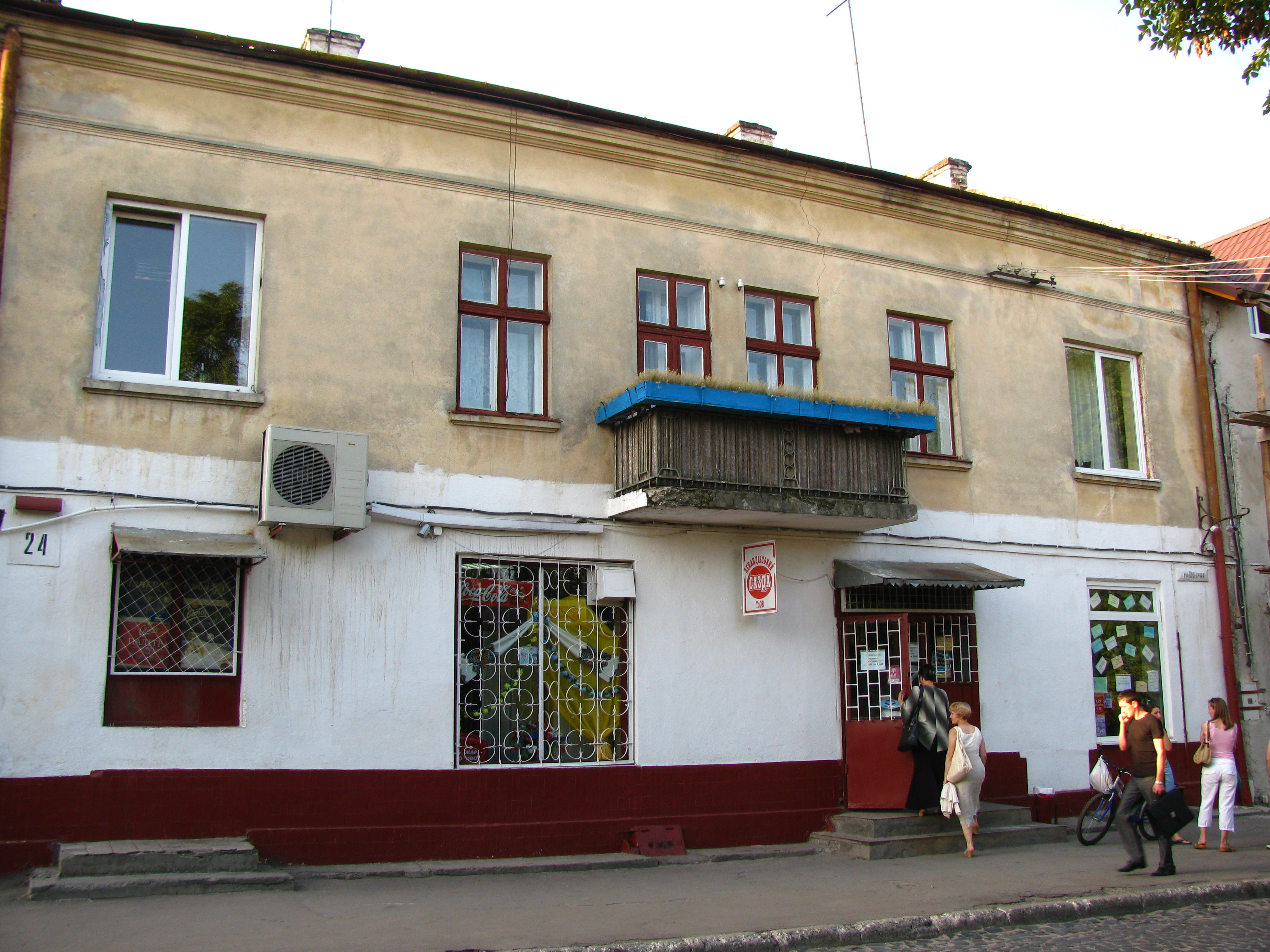
вул. Повітряна, 24 (2011)
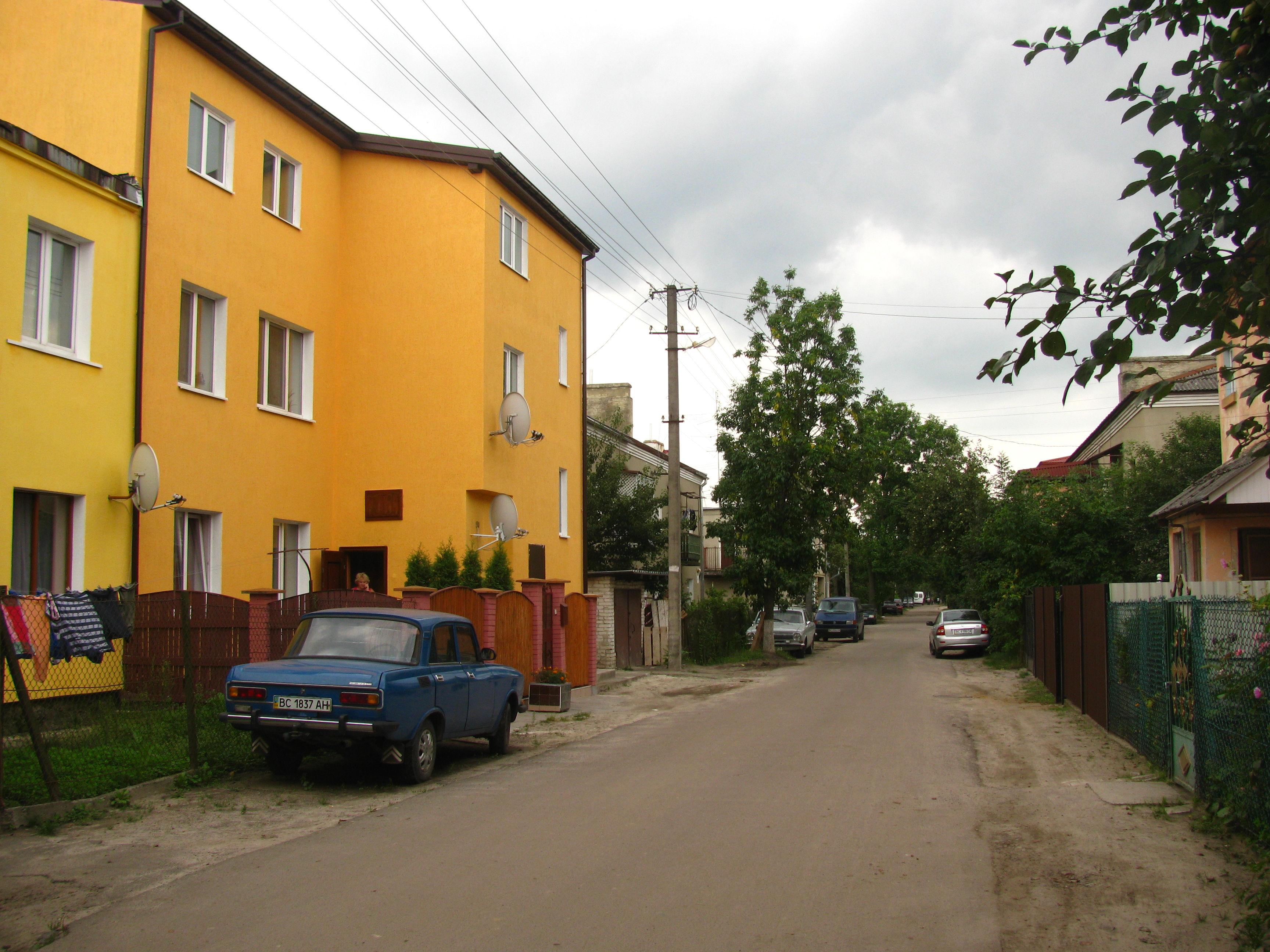
вул. Алмазна (2012)
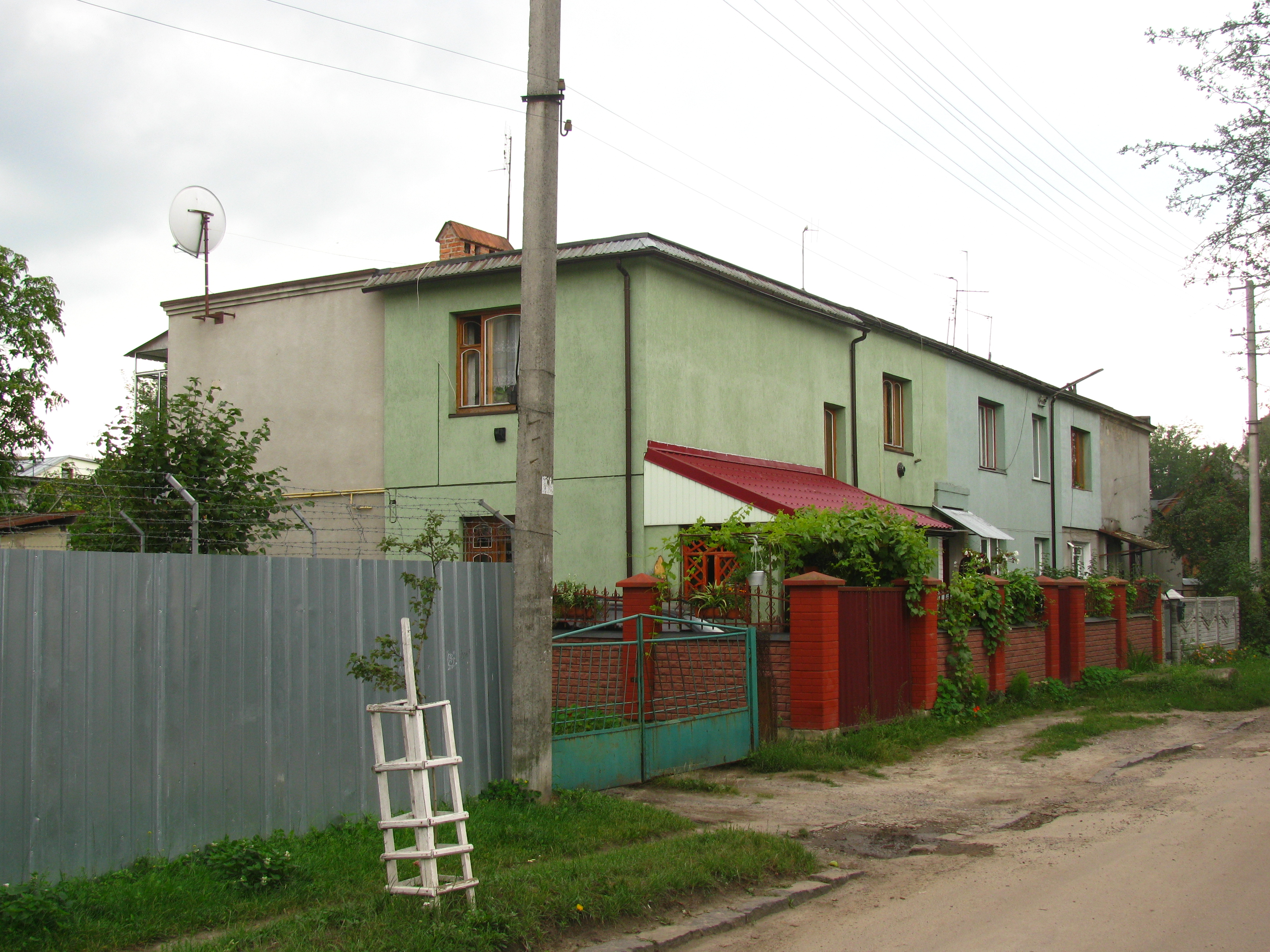
вул. Алмазна, 10 (2012)
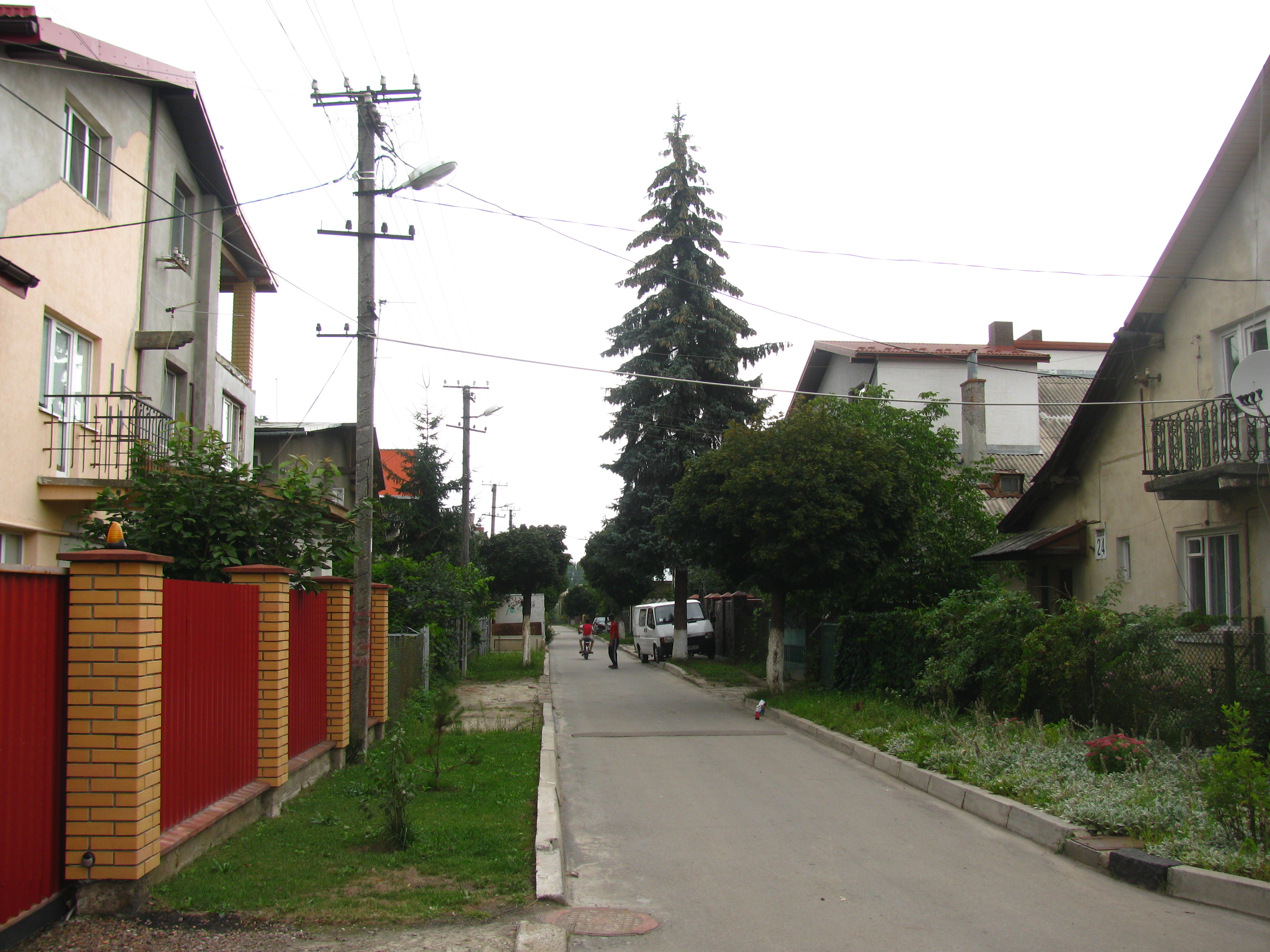
вул. Машиністів (2012)
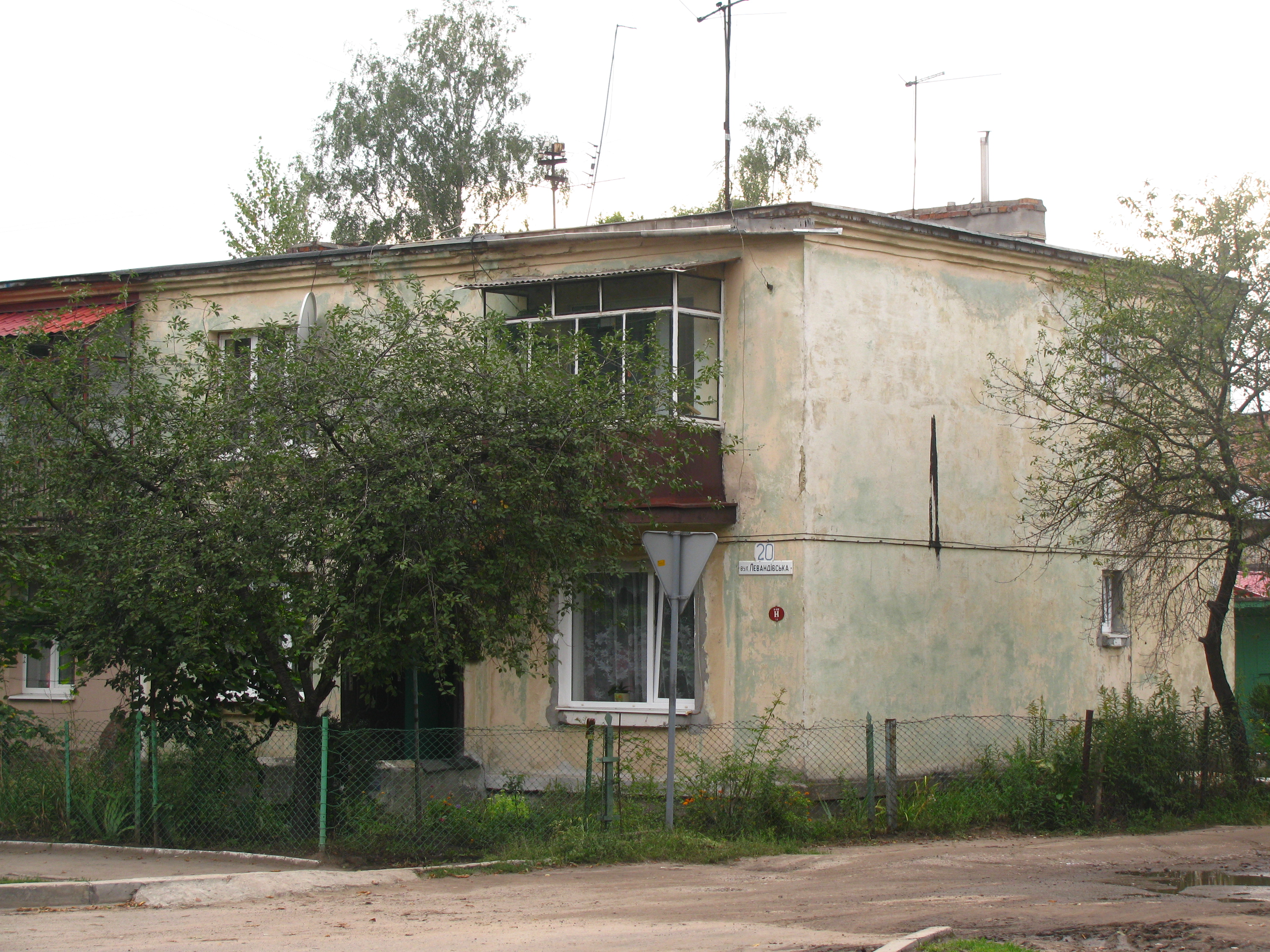
вул. Левандівська, 20 (2012)
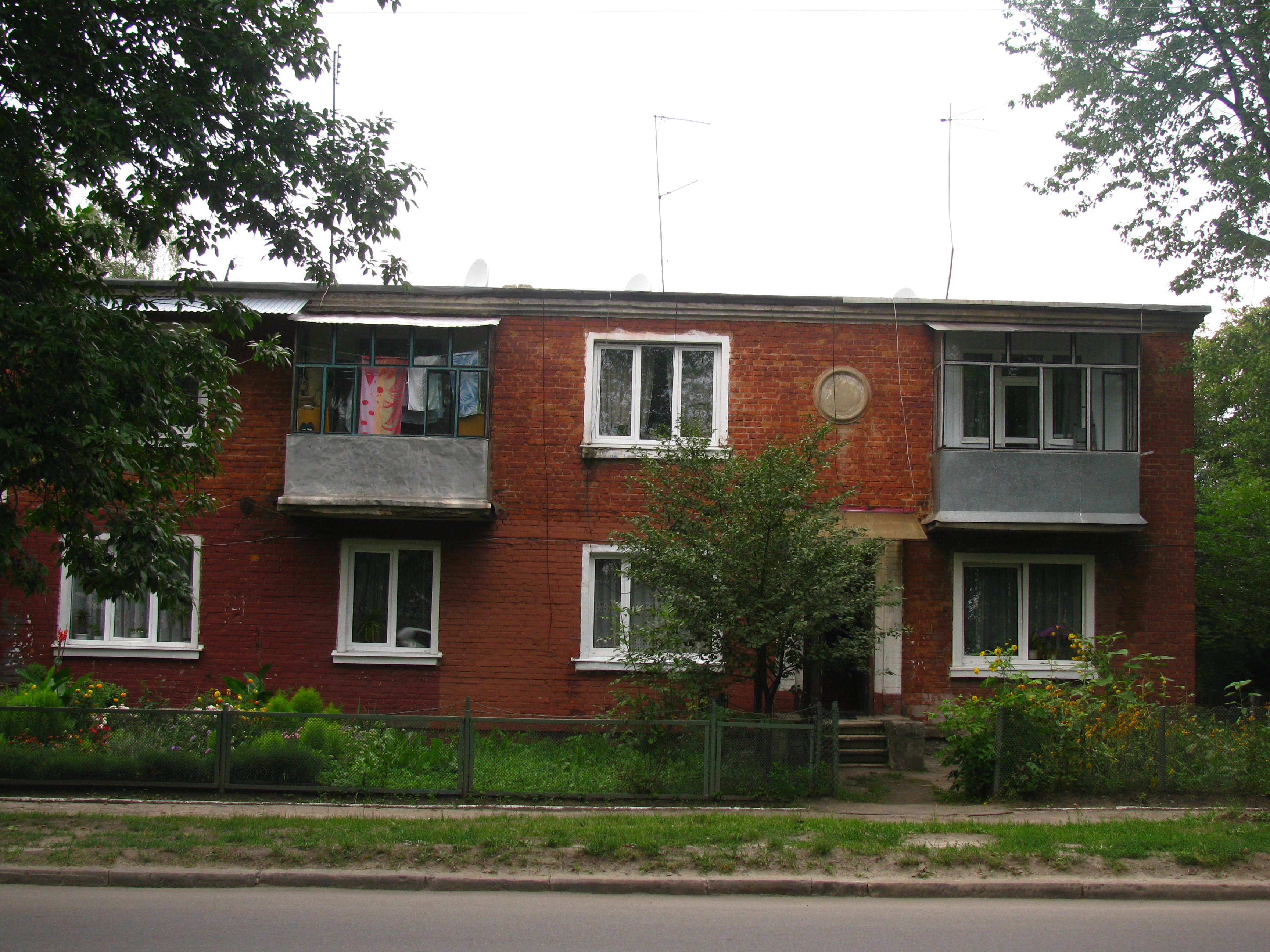
вул. Левандівська, 28 (2012)